# Municipio de Ohio (condado de Bartholomew)
El municipio de Ohio (en inglés: Ohio Township) es un municipio ubicado en el condado de Bartholomew en el estado estadounidense de Indiana. En el año 2010 tenía una población de 1787 habitantes y una densidad poblacional de 34,05 personas por km².

## Geografía
El municipio de Ohio se encuentra ubicado en las coordenadas 39°7′27″N 86°1′43″O / 39.12417, -86.02861. Según la Oficina del Censo de los Estados Unidos, el municipio tiene una superficie total de 52.48 km², de la cual 51.16 km² corresponden a tierra firme y (2.51%) 1.32 km² es agua.

## Demografía
Según el censo de 2010, había 1787 personas residiendo en el municipio de Ohio. La densidad de población era de 34,05 hab./km². De los 1787 habitantes, el municipio de Ohio estaba compuesto por el 97.65% blancos, el 0.17% eran afroamericanos, el 0.45% eran amerindios, el 0.73% eran asiáticos, el 0.11% eran isleños del Pacífico, el 0.34% eran de otras razas y el 0.56% pertenecían a dos o más razas. Del total de la población el 1.23% eran hispanos o latinos de cualquier raza.